# عمرو بن عون
أبو عثمان عمرو بن عون بن أوس بن الجعد البصري الواسطي السلمي، راوي حديث نبوي مرتبته عند علماء الجرح والتعديل: ثقة ثبت، قال فيه يزيد بن هارون: هو ممن يزداد كل يوم خيرا. مات في سنة 225 هـ.

## روايته للحديث النبوي
- حدث عن: حماد بن سلمة، وعبد العزيز بن الماجشون، وشريك بن عبد الله ، وهشيم، ويحيى بن أبي زائدة، وخالد بن عبد الله، وطبقتهم.
- حدث عنه: البخاري، وأبو داود، وأبو زرعة، وأبو حاتم، وعلي بن عبد العزيز البغوي، ويعقوب الفسوي، وعثمان الدارمي، وعدد كثير.
- الجرح والتعديل: قال أبو حاتم الرازي: ثقة حجة، وكان يحفظ حديثه. وقال أبو زرعة الرازي: قل من رأيت أثبت منه. وقال أحمد بن صالح الجيلي: ثقة صالح. وقال ابن حجر العسقلاني: ثقة ثبت. وقال الذهبي: الحافظ، كان عالما بهشيم جدا. وقال مسلمة بن القاسم الأندلسي: ثقة. وقال يحيى بن معين: أطنب في الثناء عليه. وقال يزيد بن هارون: هو ممن يزداد كل يوم خيرا.[2]